# جوادف فوسفاتية حقيقية
الجوادف الفوسفاتية الحقيقية (الاسم العلمي:†Euphosphatocopida) هي أصنوفة منقرضة من مفصليات الأرجل تتبع رتبة الجوادف الفوسفاتية  من طائفة القشريات الزائفة.

## التصنيف
- أصنوفة الجوادف الفوسفاتية الحقيقية
  - رتيبة †الهسلاندونيات
    - فصيلة †الهسلاندونات
      - جنس †الهسلاندونة

  - رتيبة †الفستروغوثيات
    - فصيلة †الفستروغوثات
      - جنس †الفستروغوثية